# Jeanne Stunyo
Jeanne Georgette Stunyo, född 11 april 1936 i Gary i Indiana, är en amerikansk före detta simhoppare.
Stunyo blev olympisk silvermedaljör i svikthopp vid sommarspelen 1956 i Melbourne.